# Iugonostalgia
Iugonostalgia (português brasileiro) ou Jugonostalgia (português europeu) (em servo-croata:  jugonostalgija/југоносталгија, em esloveno:  jugonostalgija, em macedônio/macedónio:  југоносталгија) é um fenômeno psicológico e cultural pouco estudado que ocorre entre os cidadãos das ex-repúblicas iugoslavas – Bósnia e Herzegovina, Croácia, Macedônia, Montenegro, Sérvia e Eslovênia. Embora os seus aspectos antropológicos e sociológicos não tenham sido claramente reconhecidos, o termo e o epíteto correspondente "Iugonostálgico", é geralmente usado pelas pessoas na região de duas formas distintas: como uma descrição pessoal positiva e como um rótulo depreciativo.

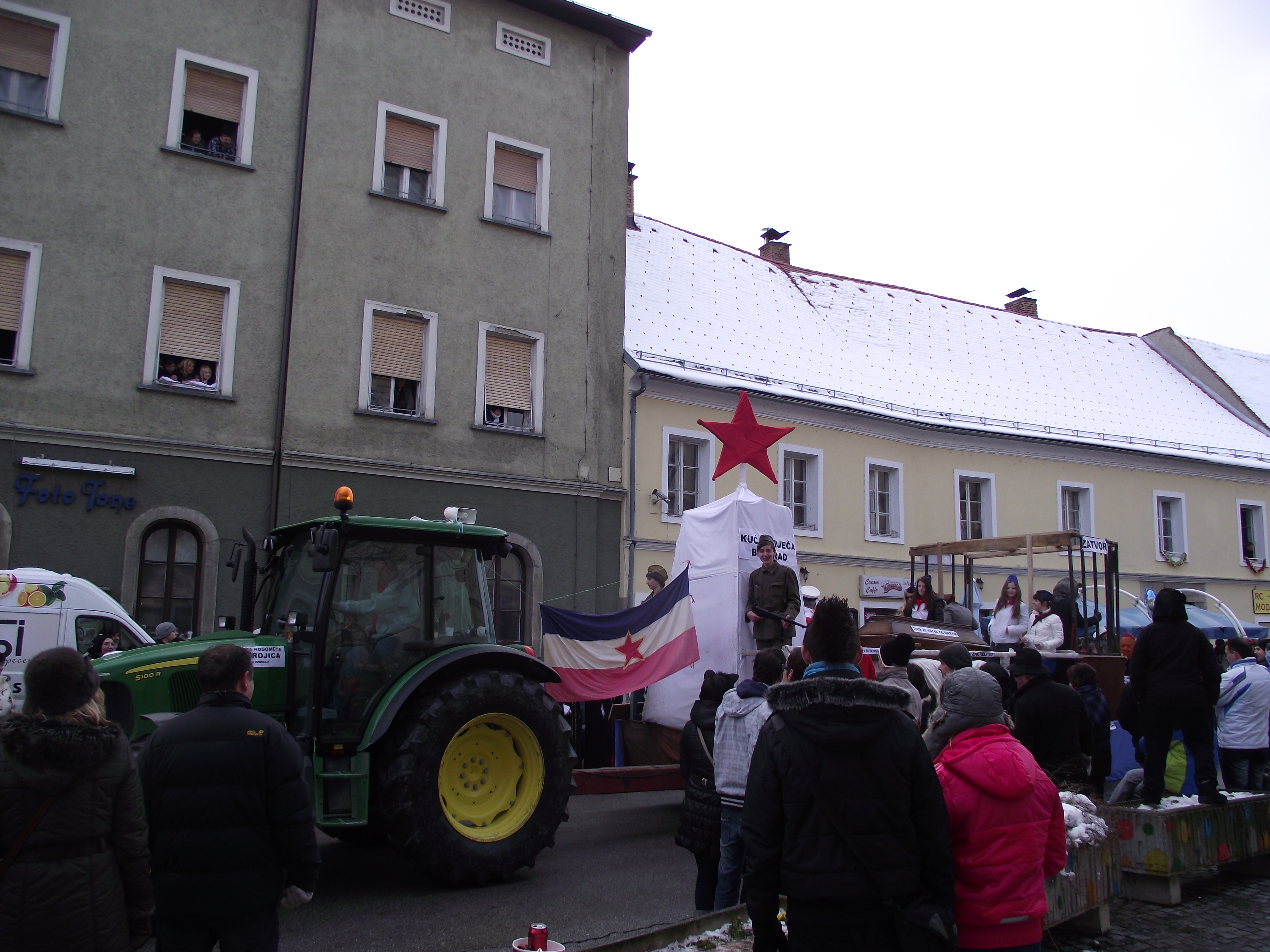
Bandeira da Iugoslávia durante um carnaval em Ptuj, na Eslovênia, em 2013

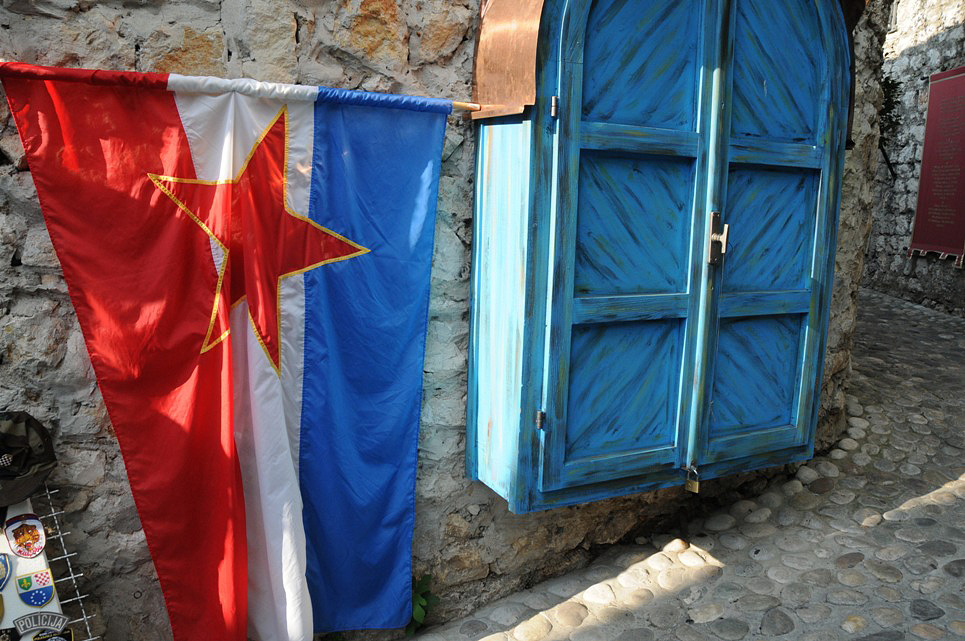
Bandeira iugoslava em uma rua em Mostar, Bósnia e Herzegovina, em 2009

As atuais manifestações culturais e econômicas da iugonostalgia incluem grupos de música com iconografia retroativa jugoslava ou titoísta, obras de arte, filmes, apresentações teatrais e muitos passeios organizados e temáticos nas principais cidades das ex-repúblicas iugoslavas. A noção de iugonostalgia não deve ser confundida com o iugoslavismo, que é a ideologia da unidade das nações eslavas do sul.

## Sentido positivo

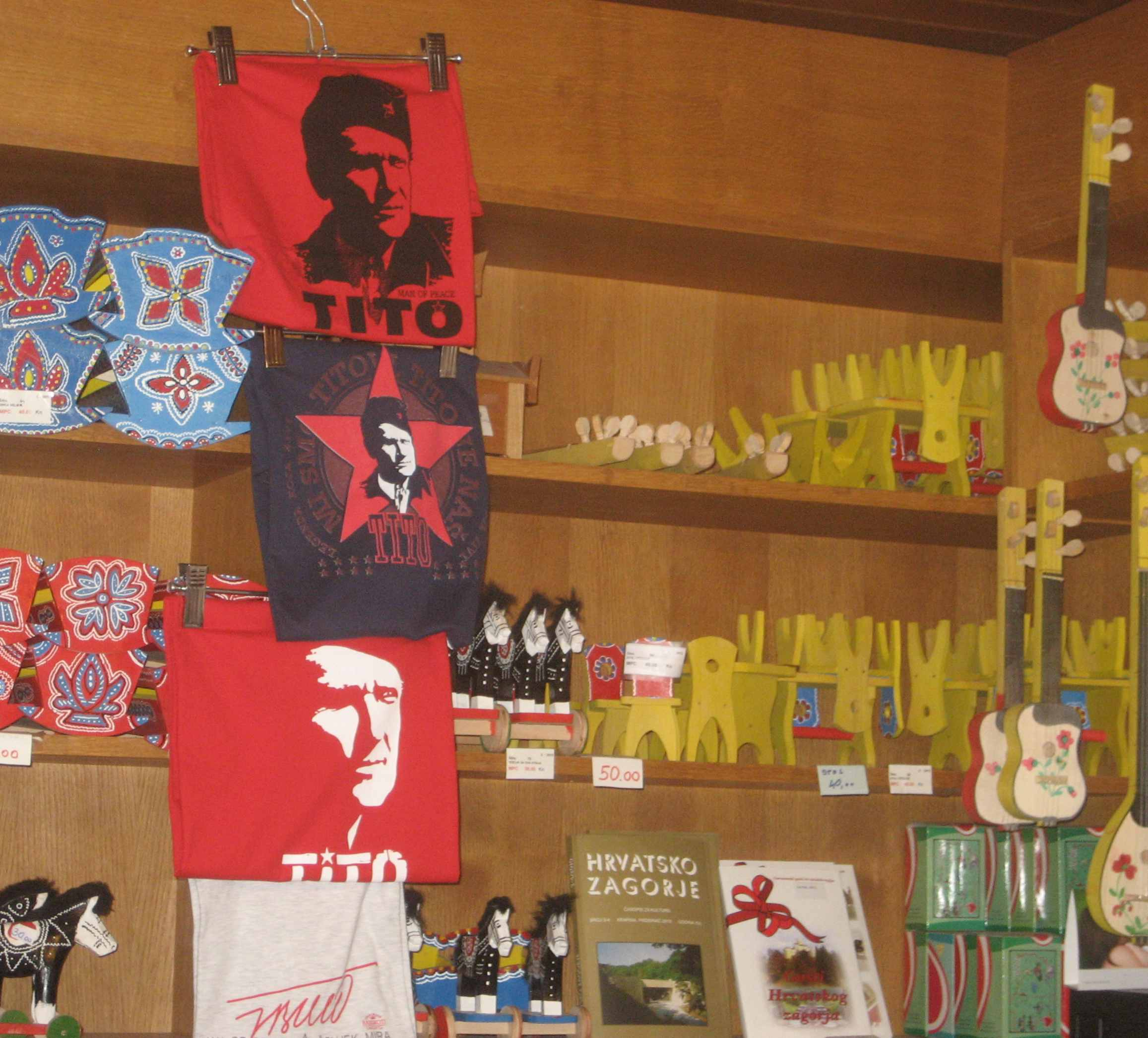
Camisetas no local de nascimento de Tito, Kumrovec, Croácia, em 2012

Em seu sentido positivo, a iugonostalgia refere-se a um apego emocional nostálgico aos aspectos subjetivos e objetivamente desejáveis da República Socialista Federativa da Iugoslávia. Estes são descritos como: segurança econômica, senso de solidariedade, ideologia socialista, multiculturalismo, internacionalismo, não alinhamento, história, costumes e tradições e um modo de vida mais recompensador. Como afirma Halligan, essa nostalgia efetivamente "recupera" artefatos culturais anteriores a 1989, até mesmo filmes de propaganda. Essas facetas positivas, no entanto, se opõem às falhas percebidas nos países sucessores, muitas das quais sobrecarregadas pelas consequências das guerras iugoslavas e que estão em vários estágios de transição econômica e política. As falhas são várias vezes identificadas como paroquimismo, jingoísmo, corrupção na política e negócios, o desaparecimento da rede de segurança social, dificuldades econômicas, desigualdades de renda, taxas de criminalidade mais elevadas, bem como uma desordem geral nas instituições estatais.

## Sentido negativo
No sentido negativo, o epíteto tem sido usado pelos defensores dos novos regimes pós-dissolução para retratar seus críticos como anacrônicos, irrealistas, antipatrióticos e potenciais traidores. Em particular, durante e depois das guerras iugoslavas, o adjetivo foi usado por funcionários do estado e meios de comunicação de alguns países sucessores para desviar a crítica e desacreditar determinadas posições no debate político. Na verdade, é provável que o termo iugonostálgico tenha sido originalmente cunhado precisamente para este propósito, aparecendo como um rótulo pejorativo politicamente motivado em meios controlados pelo governo, por exemplo, na Croácia, logo após a dissolução da Iugoslávia.
De acordo com Dubravka Ugrešić o termo Iugonostálgico é usado para desacreditar uma pessoa como um inimigo público e um "traidor".

## Iugoslavismo após a Iugoslávia
Após a dissolução da Iugoslávia, a ideia do iugoslavismo perdeu popularidade. Sérvia e Montenegro continuou uma união sul-eslávica como República Federal da Iugoslávia de abril de 1992 a fevereiro de 2003 e então renomeou o país com os nomes individuais das repúblicas federais – Sérvia e Montenegro. O número de "iugoslavos" autodeclarados (no sentido étnico) na região atingiu um mínimo histórico após a dissolução da Iugoslávia. A principal língua da Iugoslávia, o servo-croata, não é a língua oficial de qualquer um das repúblicas constituintes do ex-estado. Existem poucos trabalhos publicados sobre o idioma, e não tem mais um organismo de padronização. O nome de domínio da Internet .yu, que era popular entre sites iugonostálgicos, foi extinto em 2010.
A Iugonostalgia está retornando nos ex-estados da Iugoslávia. Em Vojvodina (norte da província da Sérvia), um homem estabeleceu a Iugolândia, um lugar dedicado a Tito e à Iugoslávia. Cidadãos da ex-Iugoslávia viajaram grandes distâncias para celebrar a vida de Tito e o país da Iugoslávia.
Na Croácia, a "Aliança dos Iugoslavos" (Savez Jugoslavena) foi criada em 2010, em Zagreb, uma associação com o objetivo de unir os Iugoslavos da Croácia, independentemente de religião, sexo, política ou outros pontos de vista. Seu principal objetivo é o reconhecimento oficial da nação iugoslava em todos os estados sucessores da Iugoslávia: Croácia, Eslovênia, Sérvia, Macedônia, Bósnia e Herzegovina e Montenegro.
Outra organização de defesa do Iugoslavismo é a Associação "Nossa Iugoslávia" (Udruženje "Naša Jugoslavija"), fundada em 30 de julho de 2009, sediado em Pula, que é oficialmente uma organização registrada na Croácia. A associação tem a maioria de seus membros nas cidades de Rijeka, Zagreb e Pula. Seu objetivo principal é a estabilização das relações entre os estados sucessores iugoslavos. Também é ativo na Bósnia e Herzegovina, no entanto, o registro oficial como associação foi negado pelas autoridades do estado da Bósnia.
Provavelmente organização iugoslavista mais conhecida de Montenegro é o "Consulado-geral da RSFI", com sede na cidade costeira de Tivat. Antes do censo populacional de 2011, Marko Perković, o presidente da organização, pediu aos iugoslavos de Montenegro que declarem livremente sua identidade iugoslava no próximo censo.

## Reunificação iugoslava
A reunificação iugoslava refere-se a uma ideia de reunificação das seis repúblicas. Apesar de um apelo popular em todo o território anterior, seus defensores estão conformados com a noção de que tal estado não é susceptível de se concretizar desde que os regimes sucessores tenham firmemente consolidado seu compromisso com uma existência independente, estabelecido suas instituições e escolhido suas direções.